# Episodi de L'imbattibile Daitarn 3

Banjo, Beauty e Reika nella sigla iniziale

L'imbattibile Daitarn 3 è una serie anime televisiva giapponese di genere mecha, prodotta dalla Sunrise e creata da Yoshiyuki Tomino.
La serie, composta di 40 episodi, è stata realizzata nel 1978, e trasmessa per la prima volta in Italia nel 1980.
Di seguito la lista degli episodi con i titoli italiani del primo doppiaggio TV della ITB e del secondo doppiaggio Dynit del 2000.

## Lista episodi
| Nº | Titolo italiano (edizione ITB / edizione Dynit) Giapponese 「Kanji」 - Rōmaji | In onda           | In onda |
| Nº | Titolo italiano (edizione ITB / edizione Dynit) Giapponese 「Kanji」 - Rōmaji | Giapponese        |         |
| 1  | Arriva Banjo / L'arrivo di Haran Banjo 「出ました！破嵐万丈」 - Demashita! Haran Banjō | 3 giugno 1978     |         |
| 1  | Uno strano concorso di bellezza viene istituito da un altrettanto misterioso personaggio: sia Haran Banjo, eroe della serie (che fa partecipare alla gara sotto copertura la propria assistente Beauty), sia gli agenti della polizia internazionale Reika e Toda, indagano. Tutta l'organizzazione si rivela essere alla fine un modo occulto per trasmutare in orribili mostri meganoidi cyborg le meravigliose ragazze. Toccherà a Banjo cercare di salvar la situazione grazie al suo potentissimo robot Daitarn. |                   |         |
| 2  | La sfida del comandante Nero / La sfida del comandante Neros 「コマンダー・ネロスの挑戦」 - Komandā Nerosu no chōsen | 10 giugno 1978    |         |
| 3  | Il collezionista / Il collezionista traditore 「裏切りのコレクター」 - Uragiri no Korekutā | 17 giugno 1978    |         |
| 4  | L'energia tutta per me / Con l'aiuto del sole 「太陽は我にあり」 - Taiyō wa ga ni ari | 24 giugno 1978    |         |
| 5  | La sfida di Brandol / Un bambino in pericolo 「赤ちゃん危機一髪」 - Akachan kiki ippatsu | 1º luglio 1978    |         |
| 6  | Anymad contro Banjo / L'invito del dottor Animad 「アニマッドの華麗な招待」 - Animaddo no kareina shōtai | 8 luglio 1978     |         |
| 6  | Banjo e i suoi amici ricevono l'invito da parte del dottor Anymad di recarsi nella sua residenza, l'istituto di ricerca nel bel mezzo della giungla africana. Ben presto s'accorgono però d'esser costantemente spiati da piccoli animali ed insetti meccanici, mentre di Anymad non vi è alcuna traccia. L'uomo segue in verità le direttive dei meganoidi - è difatti un loro tecnico - e riesce a far rapire Beauty e Toppy i quali vengono a correre il grave rischio d'esser tramutati in cyborg. Banjo corre in loro soccorso e lo scienziato pazzo si mette in testa di volerlo trasformare in un centauro mitologico. |                   |         |
| 7  | L'avventura spaziale di Toppy / La strategia di Toppy 「トッポの出撃大作戦」 - Toppo no shutsugeki dai sakusen | 15 luglio 1978    |         |
| 8  | Yara, la donna meganoide / La caduta del comandante Jira 「炎の戦車に散るジーラ」 - Honō no sensha ni chiru Jīra | 29 luglio 1978    |         |
| 8  | Reika viene attirata in una trappola attraverso una telefonata fattale da un vecchio amico d'infanzia, Tony. Imprigionata dalle meganoidi del comandante Yara, deve attendere l'arrivo di Banjo e degli altri per essere liberata. Yara era una volta una ragazza umana - soprannominata "Marina lentiggini" - amica di gioventù sia di Reika che di Tony, di cui era innamorata; il ragazzo però l'ha rifiutata e per la delusione sentimentale la giovane ha accettato di diventare meganoide. Nelle profondità sotterranee della base nemica e all'interno della grotta di lava il Daitarn deve affrontare quella che una volta era soltanto una timida giovinetta affezionata al proprio cagnolino e che ora è divenuta nemica acerrima della razza umana: tutto ciò a causa del risentimento e della rabbia originate dai propri sentimenti frustrati. |                   |         |
| 9  | Uno strano inseguitore / Lo strano inseguitore 「おかしな追跡者」 - Okashina tsuiseki-sha | 5 agosto 1978     |         |
| 9  | Una ragazza meganoide, ma molto carina e gentile, di nome Maria scappa dalla base di addestramento e cerca la protezione di Haran Banjo; sulle sue tracce viene sguinzagliato nientemeno che il comandante disciplinare, Franken (un tipo molto simile nella fisionomia al mostro di Frankenstein). Banjo, che ricorda d'aver incontrato già in precedenza la giovane, credendo che questa sia follemente innamorata di lui, la prende sotto la propria protezione. In realtà però Maria è scappata in quanto è proibito tra i meganoidi provare sentimenti amorosi; lei difatti tiene gelosamente segreta la propria passione proprio nei confronti di Franken. Questi, all'apparenza così duro e spietato, ha scelto di abbandonare la propria umanità perché rifiutato da tutte le giovani donne a causa del suo aspetto poco affascinante. Mentre Banjo è occupato a contrastare la macchina della morte, Maria si confessa finalmente a Franken e tutti e due partono infine assieme su una nave da crociera. |                   |         |
| 10 | L'ultima macchia di luce / Le luci della ribalta 「最後のスポットライト」 - Saigo no Supotto Raito | 12 agosto 1978    |         |
| 10 | Il famoso regista ed attore Wong Law, esperto in film d'arti marziali, è in realtà un capitano dei meganoidi il cui sogno nel cassetto è quello di riuscire a sconfiggere il Daitarn in combattimento sul set di uno dei suoi film. Appoggiato dai suoi soldati esperti di kung fu ed arti cinematografiche, usando Beauty, attira Banjo davanti alle telecamere e lo sfida a duello. Una curiosità: tra gli spettatori che assistono alle scene girate da Wong Law vi è anche Kimiko, giovanissima sorellina di una delle protagoniste di Zambot 3. |                   |         |
| 11 | La guerra dei carri armati / Il leggendario Nibelgen 「伝説のニーベルゲン」 - Densetsu no Nīberugen | 19 agosto 1978    |         |
| 11 | Hassler è un appassionato collezionista di carri armati, nonché un fedele seguace di Adolf Hitler: ibernatosi verso la fine della seconda guerra mondiale si è risvegliato solamente dopo quasi un secolo a conflitto oramai concluso. Siccome sembra che i meganoidi stiano cercando di distruggere tutti i carri armati presenti nei musei del pianeta, chiede soccorso ad Haran Banjo e gli chiede di proteggere la sua preziosissima collezione. Lo stesso Hassler è però un alleato dei meganoidi ed attirato Banjo all'interno del suo museo personale lo attacca con un gigantesco cingolato, il "Nibelgen", punta di diamante della propria collezione composta da più di 500 pezzi, tra cui i modelli Mk IV Churchill e TB4. |                   |         |
| 12 | Una lontana stella d'oro / La lontana stella dorata 「遥かなる黄金の星」 - Haruka naru kogane no hoshi | 26 agosto 1978    |         |
| 12 | Wenner, anziano presidente di un'importantissima banca, fa chiamare Banjo e gli ordina di restituire i lingotti d'oro che questi ha trafugato dai forzieri meganoidi prima della sua fuga dal pianeta Marte (pianeta): per questo egli è stato esiliato a vita ed ora, prima di morire, vuole tentare di riscattarsi recuperando la fiducia di Don Zaucker. È stata la madre di Banjo a consegnare il tesoro al figlio adolescente intimandogli di portarsi in salvo sulla Terra a bordo del Daitarn. |                   |         |
| 13 | L'assalto dei Megaborgs / Circondati dai Megaborg! 「前も後もメガボーグ」 - Mae mo ato mo Megabōgu | 2 settembre 1978  |         |
| 13 | Reika chiede di poter imparare a pilotare il Daitarn e Beauty le corre dietro. Nel frattempo Donoval, appartenente al corpo delle guardie reali di Don Zaucker e gran appassionato di antichità, ha messo a punto un perfido piano per intrappolare il Daitarn all'interno d'un campo magnetico che emana onde illusorie; gli fa apparire davanti alcune immagini olografiche dei megaborg affrontati nei precedenti combattimenti facendoli sembrare reali. Suo intanto è quello di svuotarlo di tutte le energie per poi dargli il colpo di grazia. A combattere contro gli avversari illusori sono però Reika e Beauty, sedute nella cabina di comando del Daitarn; intanto Banjo con l'aiuto ed assistenza di Toppy riesce ad intrufolarsi nell'astronave del capo meganoide. Alla fine, per le ripetute insolenze dimostrate nei confronti di Don Zaucker, Donoval viene condannato a morte da Koros. |                   |         |
| 14 | La tortura di Gyldon / Banjo, vola nell'aurora 「万丈、オーロラへ飛べ」 - Banjō, ōrora e tobe | 9 settembre 1978  |         |
| 14 | Viene chiesto a Banjo, da quella che sembra a prima vista una spedizione scientifica, di aiutare col Daitarn ad estrarre dai ghiacci del Polo Nord alcuni rarissimi esemplari di Jura Bird (l'uccello primitivo, del tutto simile al dinosauro volante Pterodattilo); questi sarebbero i responsabili dell'estinzione preistorica dei Dinosauri. Difatti dal loro becco esce un soffio congelante che iberna ogni cosa gli si venga a trovar davanti. Il capo della missione scientifica è il dottor Gyldon: questi, un comandante meganoide, riesce ad intrappolare Banjo e ad impossessarsi del Daitarn. Mentre Reika e Beauty volano immediatamente - allertate da Garrison - in aiuto di Banjo, un enorme Jura Bird risvegliatosi dall'ibernazione incomincia a congelare gli abitanti della più vicina città. |                   |         |
| 15 | Il castello di Zenoya / Koros e Zenoia 「コロスとゼノイア」 - Korosu to Zenoia | 16 settembre 1978 |         |
| 15 | Beauty, Reika e Toppy in vacanza al mare vengono risucchiati in uno strano vortice costituito da una nebbia rossa: Banjo a bordo del Daitarn accorre in loro soccorso. Si ritrova così all'interno d'uno spazio quadri-dimensionale alternativo a quello reale comune, creato dalla comandante meganoide Zenoya; Banjo riesce ad introdursi nel suo castello ma viene presto fatto prigioniero e scopre che la donna prova un forte sentimento d'invidia nei confronti di Koros, di cui vorrebbe prendere il posto al fianco di Don Zaucker come collaboratrice. Zenoya ambisce a sostituirla e per mettersi in luce davanti al capo supremo vuole catturare il Daitarn. Liberatosi, Banjo riesce a portar in salvo anche gli amici e, con l'aiuto del "garrison missile", viene aperto un varco spaziale attraverso cui poter fuggire e combattere all'aperto il megaborg. |                   |         |
| 16 | Rad, il guerrigliero pentito / Il triste canto dei Bluebeller 「ブルー・ベレー哀歌」 - Burūberē aika | 23 settembre 1978 |         |
| 16 | I Berretti Blu sono aspiranti meganoidi. Un gruppo di questi giovani, inquadrati in reati paramilitari e comandato da Rad, un ragazzo con rapporti costantemente tesi e difficili con la famiglia d'origine, attacca per la strada Banjo e Beauty a colpi di mitragliatrice: inseguiti, scappano in motocicletta. L'ufficiale meganoide che sovrintende al loro addestramento ha promesso di farli diventare invincibili come lui, se solo fossero riusciti a sbarazzasi una volta per tutte di Banjo. Rad però continua a mantenere un forte legame affettivo con la sorellina Kelly, una bambina che ama la pittura: per tal motivo il cuore del ragazzo è ancora profondamente umano. Assieme a tre dei suoi compagni Rad, utilizzando uno speciale apparecchio da polso, riesce a tramutarsi provvisoriamente in un megaborg dalle sembianze di mummia: il combattimento contro Daitarn si conclude in ogni caso molto presto, non appena Rad s'accorge che Kelly si trova in grave pericolo. L'astronave della morte guidata dall'ufficiale alieno abbandona i ragazzi e questi comprendono infine che i meganoidi non son altro che esseri spregevoli.               |                   |         |
| 17 | L'impero di Imis / L'amore di Reika 「レイカ,その愛」 - Reika, sono ai | 7 ottobre 1978    |         |
| 17 | Improvvisamente riemerge dal profondo abisso oceanico l'arcaica civiltà di Imis ed il suo imperatore Achilles invita tutti coloro che lo desiderino a recarvisi come coloni. Il suo principale collaboratore però, il generale Damdes, si è segretamente alleato con le forze meganoidi e cerca di consegnar loro i poteri segreti dell'antico impero. Achilles, notando che il mondo non è affatto cambiato dai tempi arcaici della distruzione - per mano di Imis - delle corrotte civiltà di Atlantide e Mu e comprendendo d'esser stato tratto in inganno dal proprio generale, s'appresta a risvegliar dal sonno millenario in cui erano sprofondati in ibernazione i membri della casta sacerdotale. Con la potenza sovrumana dei loro poteri mentali riuniti riescono facilmente - tramite telecinesi - ad annientare il megaborg di Damdes dopo averlo privato di tutta l'energia; mentre stanno per colpire allo stesso modo anche il Daitarn con Banjo a bordo Reika si mette in mezzo facendo scudo col proprio corpo, riuscendo infine a far desistere Achilles (il quale legge nella mente della ragazza gli onesti e sinceri sentimenti) dai suoi propositi. |                   |         |
| 18 | L'uomo che si disperse nella galassia / L'uomo perduto nella via lattea 「銀河に消えた男」 - Ginga ni kieta otoko | 14 ottobre 1978   |         |
| 18 | Banjo riceve un messaggio di SOS dal professor Minamoto, vecchio amico di famiglia ed ex assistente del padre, oltre che creatore di una nuova generazione di meganoidi da lui stesso progettati; è riuscito a fuggire a bordo di una navetta e fare un atterraggio di fortuna sulla Terra. Ed è proprio il prototipo a cui lui ha donato vita (definito "Special Primo") che gli dà la caccia, avendo ricevuto l'ordine imperativo di Don Zaucker di catturarlo vivo. Sarà necessaria tutta l'astuzia e presenza di spirito di Banjo per riuscir a districarsi dalla difficile situazione venutasi a creare: di fronte allo scontro cruento però Minamoto non regge e, affidato al giovane sul Daitarn il compito di salvaguardare la libertà della Terra, si dirige - per non cadere nelle grinfie dei meganoidi - in un luogo segreto e sconosciuto. |                   |         |
| 19 | Spaccare la Terra in due / Operazione 'Terra a fette'! 「地球ぶった切り作戦」 - Chikyū buttagiri sakusen | 21 ottobre 1978   |         |
| 19 | Il pasticcione e bistrattato comandante Buncher riesce finalmente a mettere a punto un piano grandioso, quello cioè di tagliare la Terra in due utilizzando una lunghissima serie di affilatissime lame unite a catena: rimane però bloccato, per colpa d'un guasto ai motori, assieme ai due affezionati soldati sulla Luna. Qui li trovano Banjo e compagni, giunti sulla navicella spaziale turistica appena fatta collaudare dal padre di Beauty. Dopo esser stato inseguito per un buon tratto dalle lame rotanti Banjo riesce a liberare il Daitarn rimasto attaccato al gigantesco magnete approntato dai meganoidi, ma per far questo deve uccidere i due soldati di Buncher: distrutto dal dolore per averli perduti questi affronta, trasformato in megaborg e ancora con le lacrime gli occhi, il Daitarn. Dopo averlo sconfitto Banjo, con un gran gesto d'umana pietà, li seppellisce l'uno accanto all'altro. |                   |         |
| 20 | Koros non riesce ad ammazzare / Koros non sa uccidere 「コロスは殺せない」 - Korosu wa korose nai | 28 ottobre 1978   |         |
| 20 | La stessa Koros assume il comando della nuova missione: dopo aver preso in ostaggio Beauty e Reika trascina Banjo in una dimensione spaziale alternativa ed ingiungendo di consegnarsi spontaneamente se non vuol veder morire davanti ai propri stessi occhi le due collaboratrici. Intanto Garrison si trova costretto a mandar anche Toppy in soccorso all'interno del varco iper-dimensionale. Qui la squadra di Banjo al completo, con le proprie sole forze ma piena di coraggio, dovrà vedersela con Koros - in un duello corpo a corpo - e la sua terribile nave spaziale chiamata "vedova nera". |                   |         |
| 21 | Radyk, l'uomo dell'organo / La musica alla conquista di Banjo 「音楽は万丈を征す」 - Ongaku wa Banjō o seisu | 4 novembre 1978   |         |
| 21 | Il comandante ha una spasmodica passione nei confronti della musica; con le melodie deliziose che riesce a creare, attrae migliaia di persone nel castello sulla vetta del monte Giza ove si trova. Estremamente narcisista ha il coraggio perfino d'inviare le proprie composizioni, accompagnate da enormi mazzi di fiori, a Koros. Anche Reika, Beauty e Toppy rimangono intrappolati nelle sue malìe e catturati. Banjo, armato di tappi per le orecchie, si trova ad affrontare il virtuosismo di Radyk nel suonare l'organo a canne prima, e poi le armi-cembalo del suo megaborg. |                   |         |
| 22 | Il divo meganoide / Stella fra le stelle 「スターの中のスター」 - Sutā no naka no Sutā | 11 novembre 1978  |         |
| 22 | Banjo ed assistenti sono invitati dal noto produttore cinematografico Carlos sull'astronave Naptune, a bordo della quale si trovano per festeggiarne il viaggio inaugurale più di 500 star dello spettacolo di fama mondiale (tra cui si possono facilmente riconoscere Catherine Deneuve, Marlon Brando, Paul Newman e Marlene Dietrich). Il famoso attore Jimmy Dean (ritratto di James Dean) è però in realtà un comandante meganoide; così, durante la traversata, esplode nei cieli la battaglia tra il Daitarn ed il megaborg, le cui sequenze salienti vengono tutte - con estrema abilità - riprese dall'astuto e spregiudicato produttore: sua intenzione è difatti quella di girare un remake di successo di Guerre stellari. |                   |         |
| 23 | Genova, il potere del fuoco / Avvolti da fiamme ardenti 「熱き炎が身をこがす」 - Atsuki honō ga mi o kogasu | 18 novembre 1978  |         |
| 24 | I funghi mortali / L'odio per i funghi 「キノコは大きらい」 - Kinoko wa dai kirai | 25 novembre 1978  |         |
| 25 | Vita e morte dell'ammiraglio / La vita e la morte dell'ammiraglio 「提督の生と死と」 - Teitoku no sei to shi to | 9 dicembre 1978   |         |
| 26 | I prigionieri di Milena / Io e il comandante Milena 「僕は僕、君はミレーヌ」 - Boku wa boku, kimi wa Mirēnu | 16 dicembre 1978  |         |
| 27 | L'illusionista / Un asso dal passato 「遠き日のエース」 - Tōki hi no Ēsu | 23 dicembre 1978  |         |
| 28 | Gli insetti nemici / L'unione fa la forza 「完成！超変型ロボ！」 - Kansei! Chō henkei Robo! | 30 dicembre 1978  |         |
| 29 | Una sorella meganoide / Danza, cigno, nel mio cuore 「舞えよ白鳥！わが胸に」 - Maeyo hakuchō! Waga mune ni | 6 gennaio 1979    |         |
| 30 | Il cavallo di Troia / Il cavallo di Russian 「ルシアンの木馬」 - Rushian no mokuba | 13 gennaio 1979   |         |
| 31 | La leggenda della bellezza / Il valore della bellezza 「美しきものの伝説」 - Utsukushiki mono no densetsu | 20 gennaio 1979   |         |
| 32 | I giocattoli micidiali / Mirate alla bandiera! 「あの旗を撃て！」 - Ano hata wo ute! | 27 gennaio 1979   |         |
| 33 | La meganoide venuta dalla giungla / Banjo nella terra del mistero 「秘境世界の万丈」 - Hikyō sekai no Banjō | 3 febbraio 1979   |         |
| 34 | La battaglia dei robots / L'attacco delle macchine 「次から次のメカ」 - Tsugi kara tsugi no meka | 10 febbraio 1979  |         |
| 35 | Il trionfo dell'amore / Ai confini dell'amore 「この愛の果てに」 - Kono ai no hate ni | 17 febbraio 1979  |         |
| 36 | La lotta contro l'irreale / Il sogno del passato 「闇の中の過去の夢」 - Yami no naka no kako no yume | 3 marzo 1979      |         |
| 37 | La vendetta di Kidogawa / Una seconda possibilità potrà cambiare le cose? 「華麗なるかな二流」 - Karei naru ka na niryū | 10 marzo 1979     |         |
| 38 | Un nemico in comune / Alla ricerca dell'energia eterna 「幸福（しあわせ）を呼ぶ青い鳥」 - Kōfuku (shiawase) o yobu aoi tori | 17 marzo 1979     |         |
| 39 | Il meganoide dai mille volti / Beauty, poesia d'amore 「ビューティー、愛しの詩（うた）」 - Byūtī, aishi no uta (uta) | 24 marzo 1979     |         |
| 40 | La disfatta di Koros e Don Zaucker / Daitarn scompare nell'aurora 「万丈、暁に消ゆ」 - Banjō, akatsuki ni shōyu | 31 marzo 1979     |         |